# Lycoteuthidae
Lycoteuthidae Pfeffer, 1908 è una famiglia di molluschi cefalopodi dell'ordine Oegopsida.

## Descrizione
I Lycoteuthidae sono calamari di piccole dimensioni, con mantello che raggiunge al massimo circa 20 cm. Il mantello è cilindrico e termina posteriormente con una punta ottusa tranne in alcuni casi nei quali si allunga posteriormente in una coda. Presentano due serie di ventose sulle otto braccia e quattro sulle clave tentacolari che sono visibilmente più larghe del resto del tentacolo. A dfferenza di altre famiglie di calamari, i Lycoteuthidae non presentano uncini. Hanno pinne larghe, romboidali. Attorno agli occhi, sulla superficie ventrale del bulbo oculare, possiedono 4-5 fotofori ovali. I fotofori si ritrovano anche sui tentacoli e sugli organi viscerali. I fotofori dei Lycoteuthidae sono suddivisi in 7 tipi diversi per colore e aspetto ma nessuna specie li possiede tutti. All'interno dei Lycoteuthidae, è presente il gladio con un cono allungato.

## Biologia
Possiedono una grande varietà di fotofori e in alcune specie si riscontra un grande dimorfismo sessuale nella morfologia come ad esempio la presenza di fotofori presenti soltanto in un sesso e presumibilmente impiegati durante il corteggiamento. Sono in generale attivi nuotatori.

### Alimentazione
I contenuti stomacali mostrano che le prede sono in gran parte animali dotati di bioluminescenza tra i quali piccoli pesci ossei tra cui Myctophidae, crostacei probabilmente Euphausiacea o Sergestidae e anche resti di calamari non si sa se conspecifici.

## Distribuzione e habitat
I membri della famiglia Lycoteuthidae hanno una distribuzione globale, essendo presenti principalmente in acque tropicali e subtropicali, con l'eccezione dell'Oceano Pacifico settentrionale. Vivono nella zona mesopelagica e nella parte superiore della zona batipelagica; si trovano a minori profondità durante la notte a causa della migrazione nictemerale.

## Pesca
Questi molluschi non vengono catturati a fini commerciali, ma una delle specie potrebbe risultare di interesse per la pesca.

## Tassonomia
La famiglia comprende i seguenti generi:
- Lycoteuthis Pfeffer, 1900
- Nematolampas S. S. Berry, 1913
- Selenoteuthis G. L. Voss, 1959

Lampadioteuthis megaleia viene ascritto alla famiglia monotipica Lampadioteuthidae, storicamente era considerato parte dei Lycoteuthidae.